# Verticaleaswindturbine

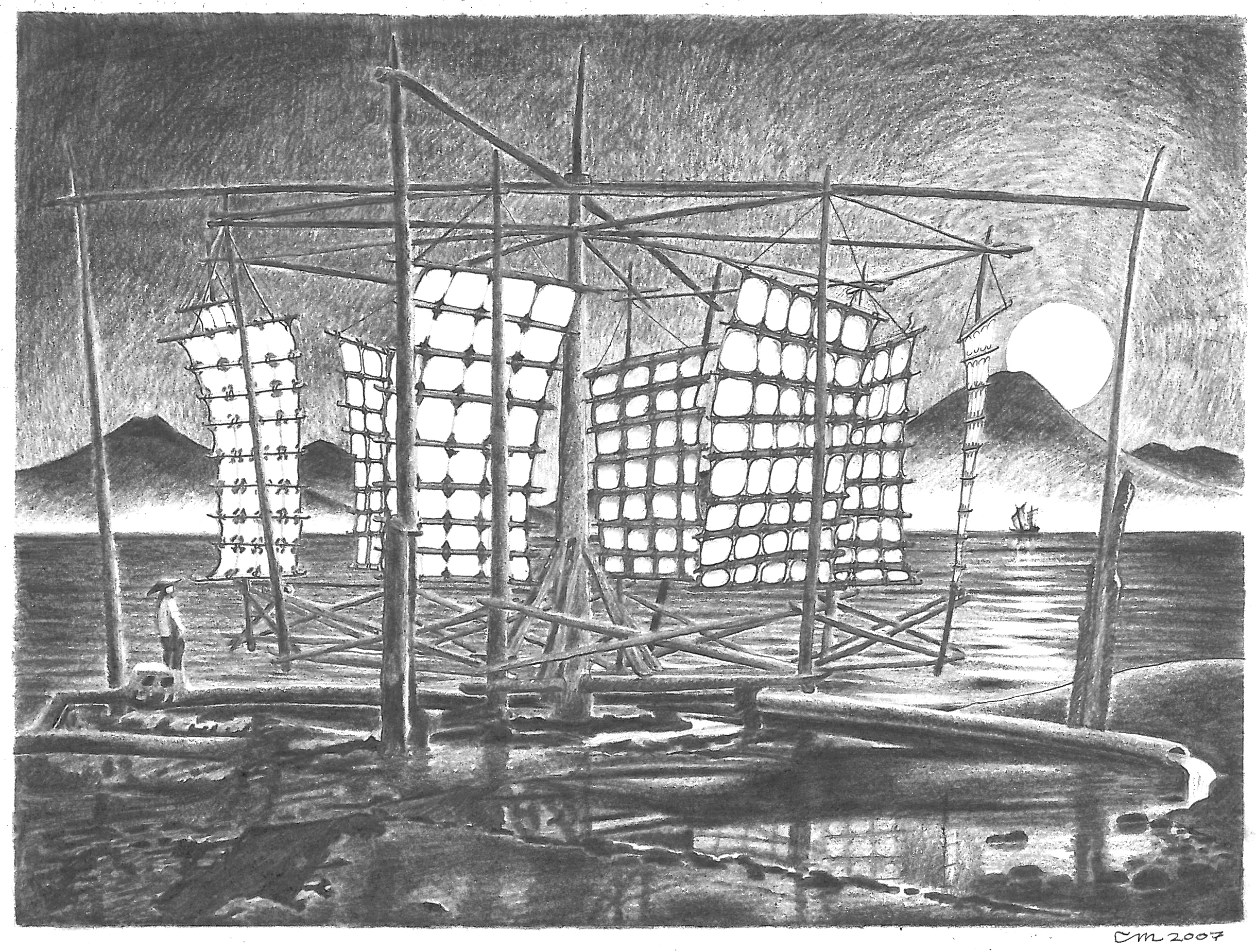
Potloodtekening van een Chinese windmolen

Een verticaleaswindturbine of VAWT (Vertical Axis Wind Turbine) is een windturbine met een verticale roterende as.
Verticaleaswindturbines zijn onafhankelijk van de windrichting wat een groot voordeel kan zijn als dergelijke windturbines worden geplaatst in situaties waarbij er sterke windrichtingsvariaties kunnen optreden. Er zijn echter ook nadelen aan verticale-as-turbines. Om een goed rendement te verkrijgen moeten dergelijke windturbines wel volgens het liftprincipe zijn ontworpen.
Een Darrieus-windturbine is daarvan een voorbeeld. De Darrieus kent open en dichte rotoren. Dichte staan onder andere bij Aeolus en een open Darrieusrotor staat in de duinen bij het ECN ten noorden van Petten en is vanaf de weg zichtbaar. Onder goede windomstandigheden, met weinig variatie in windsnelheid en -richting presteren deze windturbines minder dan een gewone "propeller"-windturbine. Maar voor toepassing op gebouwen zijn verticale-as turbines zeer geschikt.
Sinds 2005 is een klein model van dit type op de markt, de Turby. Deze heeft drie smalle wieken in de vorm van een getordeerd rechthoekig raam. De Turby heeft daardoor een cilindervormig volume van ca. 1 m diameter en 2,5 m hoog.
Een ander model met verticale as voor kleinschalige opwekking is de "Windwokkel", een helixvormige variant van de Savonius-windturbine.
De bladen van de vroegere modellen van de VAWT waren gevoelig voor vermoeiing. De verticaal geplaatste bladen tordeerden en bogen als ze draaiden in de wind. Dit veroorzaakte verbuiging en breuk van de bladen. Na verloop van tijd vielen de bladen uit elkaar, met desastreuze gevolgen. Vanwege deze problemen kregen de Verticale as wind turbines een slechtere reputatie dan de horizontaleaswindturbines (HAWT’s).
De verticale opstelling heeft een aantal voordelen: de dynamo kan op de grond geplaatst worden waardoor onderhoud eenvoudiger wordt, en het dragende gedeelte kan veel lichter worden uitgevoerd dan bij een horizontale as omdat een groot deel van de krachten naar de basis worden geleid. De nadelen bij eerdere VAWT-ontwerpen, het pulserende koppel dat tijdens elke draaiing kan worden veroorzaakt, en de luchtweerstand worden bij de recentere ontwerpen ondervangen door de toepassing van helicoïdale bladen.
De waarde van de tip speed ratio geeft een indicatie van de luchtweerstand of lift van het VAWT-ontwerp.

## Geschiedenis
- Chinese windmolen - de vermoedelijk oudste windmolen (met verticale as) stamt uit China: een wandschildering uit de Han-dynastie (25-220 na Chr.) toont het gebruik van een windmolen in die tijd aan.
- Perzische windmolen - de geschiedenis van de Perzische windmolen (eveneens met verticale as) gaat terug tot de 7e eeuw.
- Panemoon – deze beide historische windmolens waren van het panemoontype. Een verticale as, met daaraan, tussen horizontale balken gespannen, verticale zeilen.
- Tonmolen – de oudste in Nederland bekende windmolen met verticale as, een idee van landbouwer Berend Krol uit Paasloo, 1899.

## Varianten
- Savonius-windturbine - van de Finse ingenieur S. J. Savonius uit 1922.
- Darrieus-windturbine - patent van  Franse luchtvaarttechnicus Georges Jean Marie Darrieus uit 1931.
- Aerotecture-windturbine - gebaseerd op het Darrieus-ontwerp.
- Giromill - gebaseerd op het Darrieus-ontwerp.
- Cycloturbine - variant op de Giromill.
- Quietrevolution-windturbine - gebaseerd op deGorlov Helical Turbine/het Darrieus-ontwerp.
- Turby - gebaseerd op de Gorlov Helical Turbine/het Darrieus-ontwerp.
- Windwokkel - helixvormige variant van de Savonius-turbine.
- Maglev-windturbine - van Amerikaanse en Chinese ontwikkelaars uit 2004.
- Panemoon – variant op de Chinese windmolen: een patent van de Fransman Pierre Dieudonné uit 2007.
- Hybride-windturbine - combinatie van Darrieus-Savonius-rotoren in een turbine.

## Voordelen
- Lage opstartsnelheid, minder wind nodig om energie op te wekken
- Ongevoelig voor wisselende wind (sterkte en richting), veilig bij hoge windsnelheden
- Omni-directioneel, geen kruimechanisme nodig
- Eenvoudige en robuuste opbouw, slechts één bewegend deel
- Turbine kan dicht boven de grond opgesteld worden
- Eenvoudig toegankelijk voor onderhoud: generator en tandwielkast op bodemniveau
- Beter in te passen in de omgeving, geschikt voor montage op gebouwen
- Kleiner van diameter dan vergelijkbare HAWT-types
- VAWT’s kunnen dichter op elkaar geplaatst worden
- Stille loop
- Veiliger voor vogels
- Geen, of minimale slagschaduw

## Nadelen
- Lage vermogens, vooral bij weerstandsgedreven types
- Pulserend draaimoment (verminderd door helixvormige rotor)
- Kleine windsnelheden op maaiveldhoogte
- Aanloophulp noodzakelijk bij liftgedreven types (oplossing: hybride uitvoering)
- Krachtige, lift-gedreven types neigen tot vibraties aan de bladen (verminderd door helixvormige rotor)
- Kan bij storm niet, ter bescherming, uit de wind gedraaid worden (maar kan wel de verbinding tussen de rotor en dynamo scheiden bij storm)

## Afbeeldingen

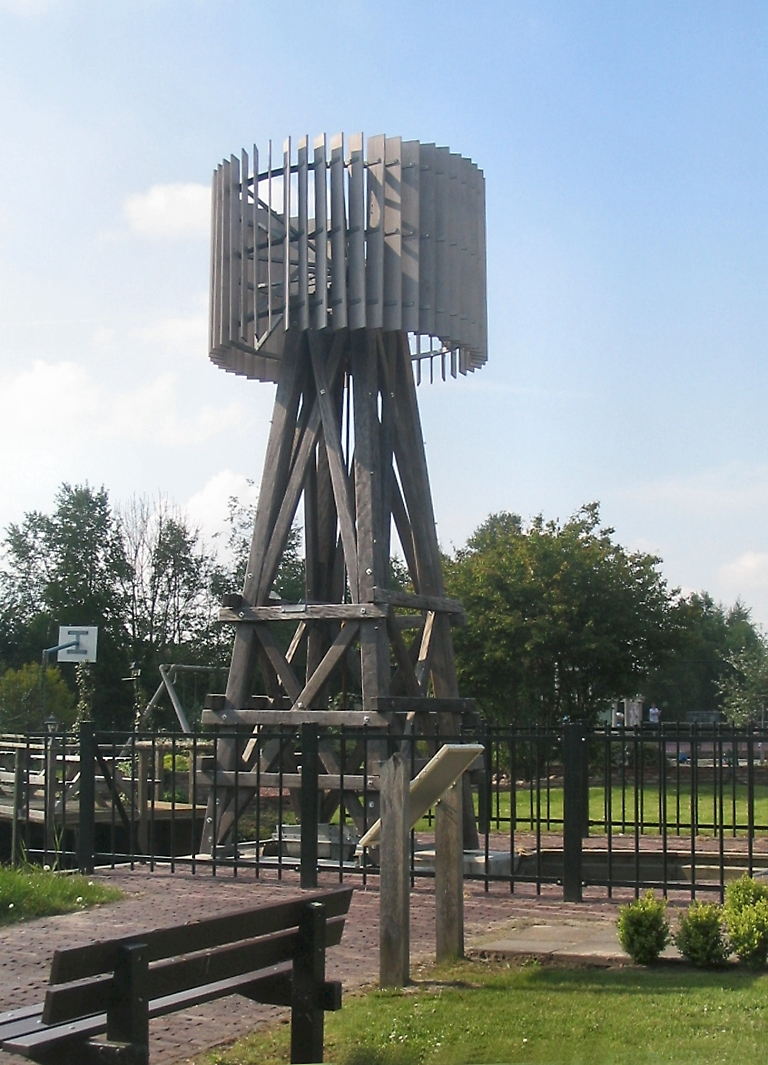
De Tonmolen in Paaslo
Savonius-turbine
Schematische weergave van een Savonius-windturbine
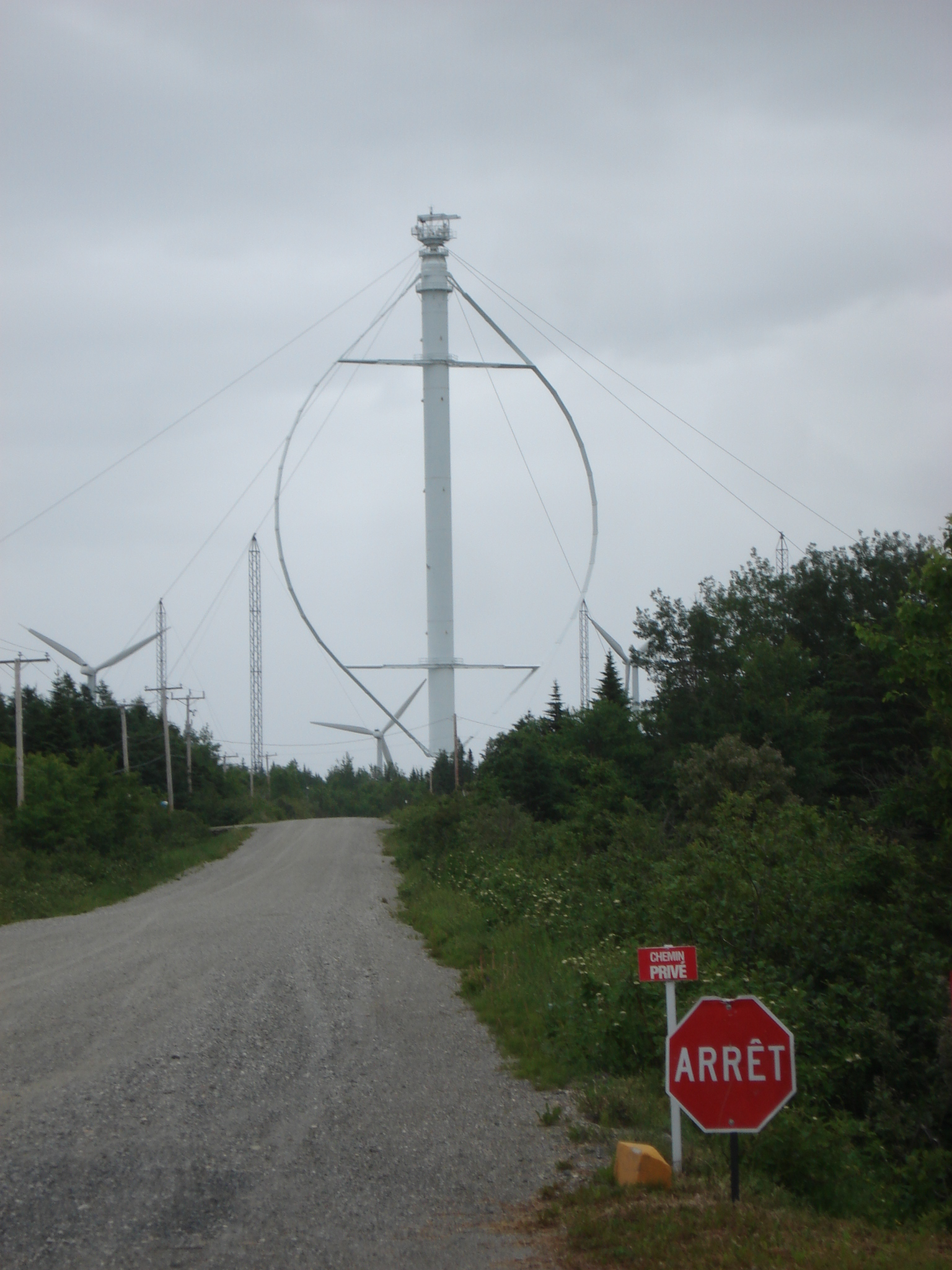
Darrieus-windturbine in Cap-Chat, Québec
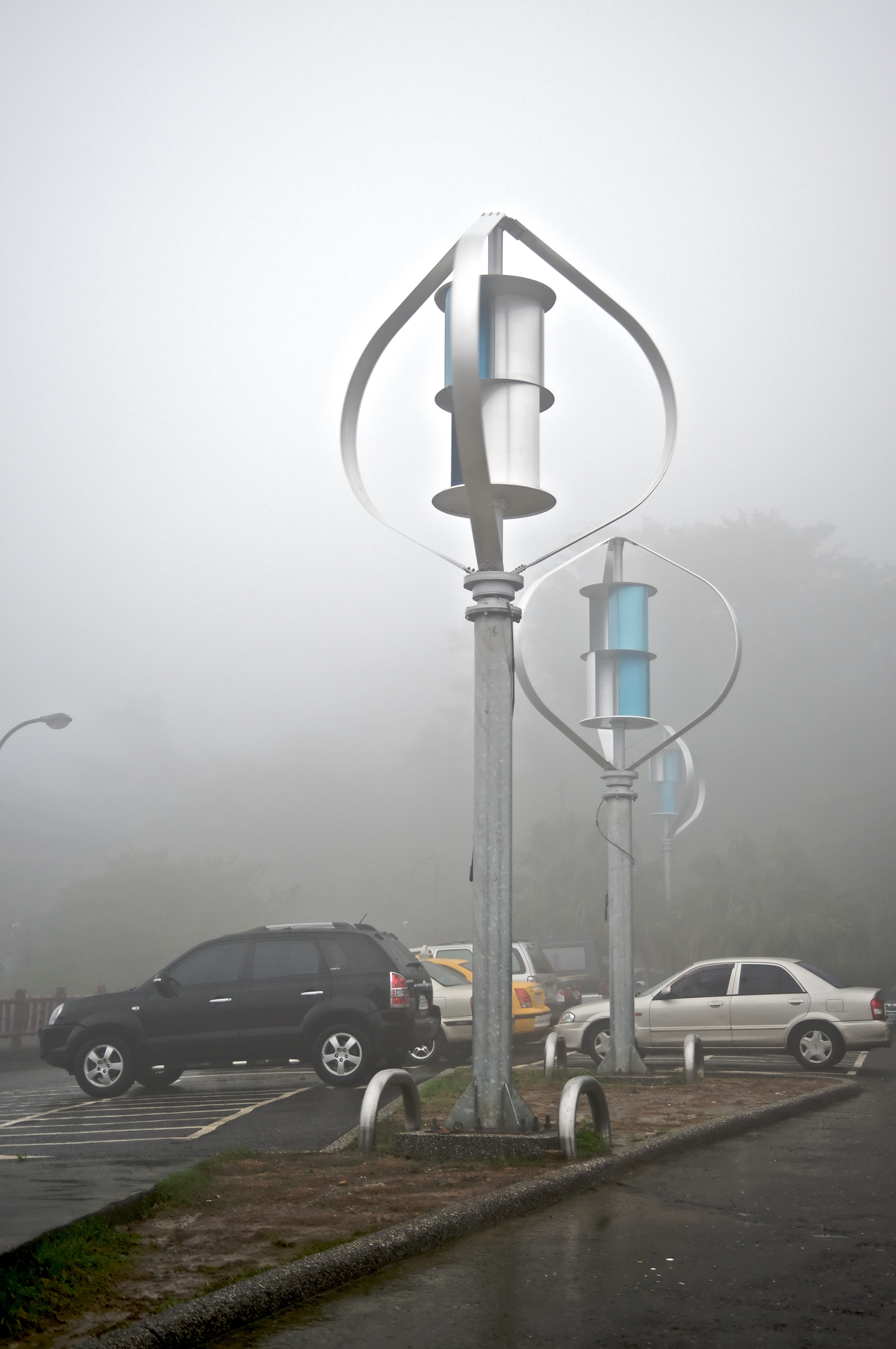
Hybride Darrieus-Savonius windturbine in Taiwan

aerotecture-windturbine ·
cycloturbine ·
Darrieus-windturbine ·
giromill ·
horizontaleaswindturbine ·
Quietrevolution-windturbine ·
tonmolen ·
Savonius-windturbine ·
Turby-windturbine ·
verticaleaswindturbine ·
Windstar-turbine

Verwant: Windmolen